# Яшикей
Яшикей (баш. Йәшекәй) — деревня в Чишминском районе Республики Башкортостан Российской Федерации. Входит в состав Сафаровского сельсовета.

## География

### Географическое положение
Находится в западной части района, у границы с Благоварским районом. Расстояние до:
- районного центра (Чишмы): 17 км,
- центра сельсовета (Сафарово): 5 км,
- ближайшей ж/д станции (Чишмы): 17 км.

## История
Деревня основана как хутор в первой половине 1920-х годов. Название произошло от названия местности («яшел» переводится как «зелёный»). Хутор входил в состав Чишминской волости Уфимского кантона Башкирской АССР. 20 августа 1930 года произошло районирование Башкирской АССР, и деревня вошла в состав Чишминского района. По переписи 1939 года и далее — в составе Сафаровского сельсовета.
С 1960 года учитывается как посёлок. 20 июля 2005 года посёлок Яшикей вновь получил статус деревни.

## Население
| Год  | Методика              | Жителей | Мужчин | Женщин | Дворов | Преобладающие национальности/сословия | Источники            |
| ---- | --------------------- | ------- | ------ | ------ | ------ | ------------------------------------- | -------------------- |
| 1925 | подготовка к переписи | н/д     | н/д    | н/д    | 11     | тептяри                               | [ 6 ]                |
| 1939 | перепись              | 125     | 59     | 66     | н/д    | н/д                                   | [ 8 ]                |
| 1959 | перепись              | 139     | 60     | 79     | н/д    | татары                                | [ 12 ] [ 9 ]         |
| 1970 | перепись              | 75      | 33     | 42     | н/д    | татары                                | [ 10 ] [ 13 ]        |
| 1979 | перепись              | 33      | 14     | 19     | н/д    | татары                                | [ 14 ] [ 15 ]        |
| 1989 | перепись              | 13      | 6      | 7      | н/д    | татары                                | [ 16 ] [ 17 ] [ 18 ] |
| 2002 | перепись              | 8       | 3      | 5      | н/д    | татары (75 %)                         | [ 17 ] [ 19 ]        |
| 2010 | перепись              | 8       | 3      | 5      | н/д    | н/д                                   | [ 20 ]               |
| 2021 | перепись              | 4       | н/д    | н/д    | н/д    | 3 татарина и 1 башкир                 | [ 22 ]               |

## Инфраструктура
Производственных объектов и объектов бытового обслуживания в деревне нет. Централизованное водоснабжение отсутствует. Есть кладбище площадью 0,2 га и заполненностью 70 % неподалёку от деревни.